# أسل لاقنابي
أسل لاقنابي (الاسم العلمي: Juncus ebracteatus) نوع نباتي يتبع جنس الأسل وينتمي إلى الفصيلة الأسلية.